# Freilichtbühne am Mangoldfelsen

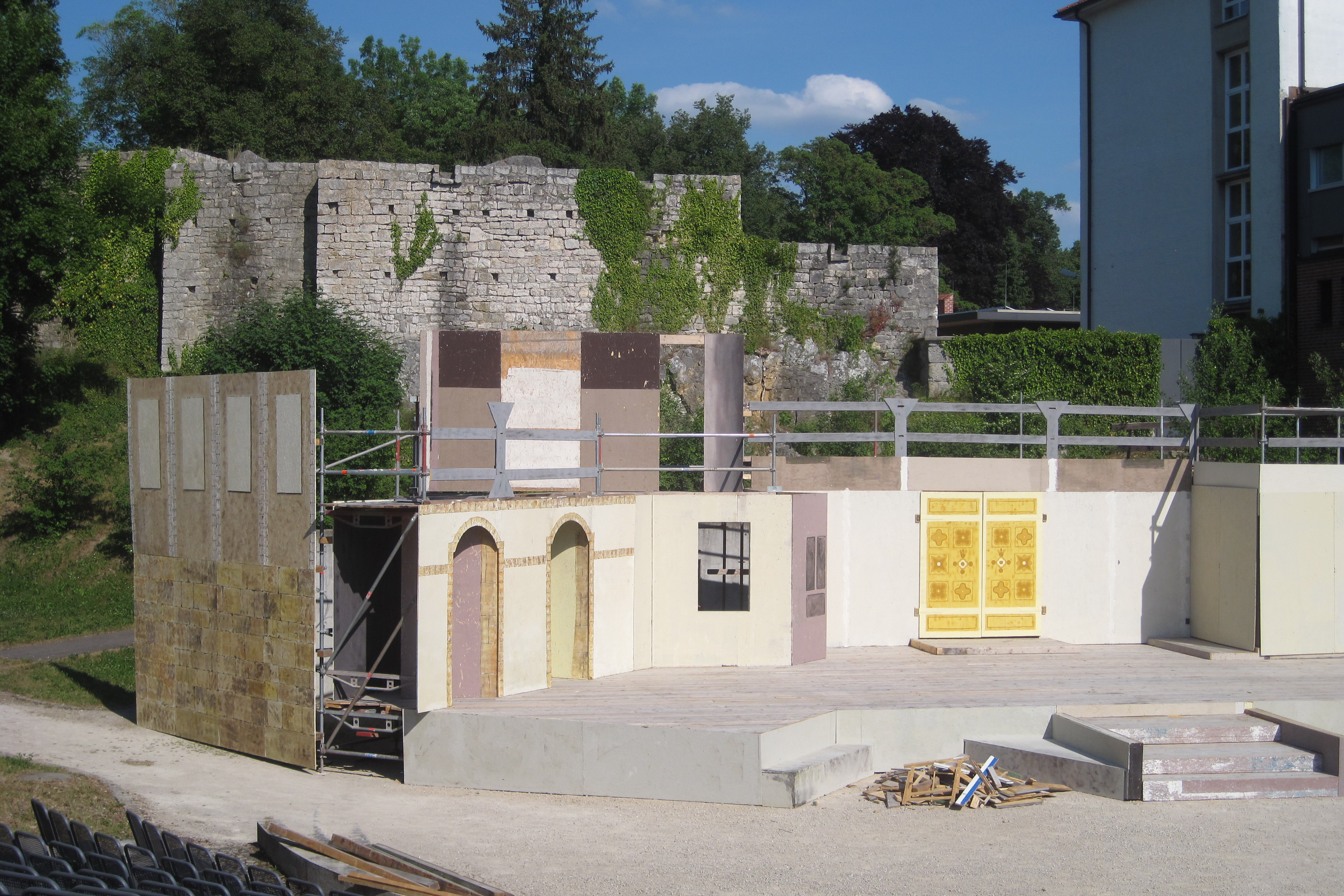
Freilichtbühne am Mangoldfelsen

Die Freilichtbühne am Mangoldfelsen ist eine Freilichtbühne in Donauwörth. Sie wurde 2007 eröffnet und wird vom Theater Donauwörth e. V. betrieben.

## Geschichte
Bereits seit 1987 fanden in Donauwörths Stadtmitte unweit des Mangoldfelsens Theateraufführungen des Theater Donauwörth e. V. statt. Der Spielort war jedoch zeitgleich Schulhof einer örtlichen Schule, sodass die Aufbauten für Bühne und Zuschauerbereich immer wieder ab- und aufgebaut werden musste. In Zusammenarbeit mit der Stadt erbauten die Vereinsmitglieder dann in den Jahren 2006 und 2007 eine feste Bühnenanlage mit Zuschauerraum, Toiletten, Beleuchtungs- und Tonanlage, sowie ab 2009 auch einem Bewirtungsgebäude. Die Bühne wurde am 23. Juni 2007 mit einer Aufführung des Stückes Die drei Musketiere eröffnet. Neben den Theateraufführungen des Betreibervereins finden auch Konzerte und andere Veranstaltungen auf der Anlage statt.
Die Zuschauertribüne hat ein Fassungsvermögen von 450 Sitzplätzen. Das Theater Donauwörth e. V. ist Mitglied im Verband Deutscher Freilichtbühnen, sein Ehrenvorsitzender Wolfgang Schiffelholz ist Ehrenvorsitzender des Verbandes.

## Aufführungsverzeichnis
In Donauwörth wurden seit Fertigstellung der neuen Bühnenanlage folgende Stücke gezeigt:
- 2007: Die drei Musketiere und Pinocchio
- 2008: Der Glöckner von Notre-Dame und Die drei Rätsel des Feuerfalken
- 2009: Robin Hood und Alice im Wunderland
- 2010: Das Kaffeehaus und Momo
- 2011: Das Haus in Montevideo und Aschenputtel
- 2012: Ich denke oft an Piroschka und Pippi Langstrumpf
- 2013: Der Brandner Kaspar und das ewig´ Leben und Peterchens Mondfahrt
- 2014: Der Name der Rose und Die Schöne und das Biest
- 2015: Die Dame vom Maxim und Die kleine Hexe
- 2016: Sugar – Manche mögen’s heiß und Emil und die Detektive
- 2017: Die Päpstin und Peter Pan
- 2018: Die heiße Ecke und Das Sams
- 2019: My fair lady
- 2020: Pandemiebedingter Saisonausfall
- 2021/22: In achtzig Tagen um die Welt
- 2023: Kohlhiesels Töchter

Zuletzt im Jahre 2006, also noch vor der Fertigstellung der festen Bühnenanlage wurde mit Maria von Brabant ein lokalhistorisches Stück auf der Freilichtbühne gezeigt, in dem die Familiengeschichte und Ermordung der Maria von Brabant thematisiert wurde.

## Zuschauerzahlen
Die in der Regel 20 bis 25 Theateraufführungen der Donauwörther Freilichtbühne wurden in den letzten Jahren von 8.000 bis 10.000 Personen jährlich besucht, die Besucherzahlen der sonstigen Veranstaltungen sind schwankend.